# Juana Sofía de Hohenlohe-Langenburg
Juana Sofía de Hohenlohe-Langenburg (en alemán, Johanna Sophie zu Hohenlohe-Langenburg; Langenburg, 16 de diciembre de 1673-Stadthagen, 18 de agosto de 1743) fue una noble alemana por nacimiento, y por matrimonio condesa de Schaumburg-Lippe.
Juana Sofía era la sexta hija del conde Enrique Federico de Hohenlohe-Langenburg y de su segunda esposa, Dorotea Juliana, condesa de Castell-Remlingen. Junto a su belleza, era una alumna apta e inteligente.

## Matrimonio e hijos
El 4 de enero de 1691 en Langenburg, Juana Sofía contrajo matrimonio con el conde Federico Cristián de Schaumburg-Lippe (1655-1728). En un principio en su matrimonio, fue permitida acompañar a su marido, quien viajaba mucho, pero más tarde fue a menudo dejada atrás. Cuando surgieron los desacuerdos con su marido, Juana Sofía se trasladó con sus dos hijos a Hannover. El matrimonio terminó en divorcio en 1723, y dos años más tarde Federico Cristián contrajo matrimonio con su amante, María Ana von Gall.
Juana Sofía y Federico Cristián tuvieron los siguientes hijos:
- Federico Augusto (1693-1694).
- Guillermo Luis (1695-1695).
- Sofía Carlota (1697-1697).
- Felipe (1697-1698).
- Alberto Wolfgang (1699-1748), conde de Schaumburg-Lippe desde 1728 hasta 1748.
- Federico Carlos Luis (1702-1776).

## Vida posterior
Juana Sofía se hizo amiga de la princesa electoral Carolina de Brandeburgo-Ansbach (1683-1737), más tarde esposa del rey Jorge II de Gran Bretaña, y la acompañó al Reino Unido. La condesa fue dama de honor en la corte inglesa de los reyes de Hannover en Londres.